# Planificación para la conservación
La planificación de la conservación es el proceso de localización, configuración, implementación y mantenimiento de recursos, para promover la persistencia de la biodiversidad y los recursos naturales. Se vale de la utilización de protocolos específicos para identificar especies, sitios o regiones prioritarias y desvincularlas de los procesos que amenazan su existencia y permanencia, mediante acciones de conservación. No solo utiliza el análisis de los sistemas biológicos para determinar nuevas áreas prioritarias, sino también se vale de la retroalimentación, la revisión y reiteración para evaluar los sistemas preexistentes con el fin de mejorarlos.

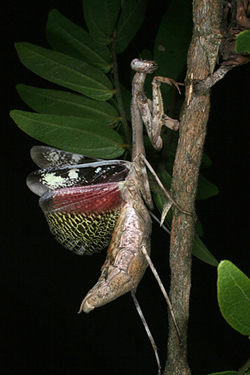
Mantodea en Costa Rica.

El núcleo principal de la planificación para la conservación es la biodiversidad. Sin embargo, diversidad biológica es un concepto ambiguo, multifacético y dinámico que incluye las formas de vida a diferentes escalas tanto temporales como espaciales. La diversidad biológica no depende únicamente de las condiciones ambientales que pueden encontrarse en una localidad, sino también, depende de las condiciones abióticas existentes en los territorios adyacentes y de la única e irrepetible historia de los organismos. Es por esto que, para ser eficaz, la planificación para la conservación debe lidiar con dos tipos de cambios: en primer lugar, la biodiversidad no es estática en el tiempo o el espacio, sino es generada y mantenida por procesos naturales y, en segundo lugar, los humanos están alterando el planeta de diversas maneras a tasas cada vez más aceleradas. Así, la planificación de la conservación debe tener dos ejes centrales: la variación en las amenazas a la biodiversidad (y las respuestas a éstas), que se pueden medir como la vulnerabilidad, y la desigual distribución de la biodiversidad que puede medirse como la irremplazabilidad.
Es importante mencionar que existe una brecha entre la investigación y la aplicación. Es decir, hay un límite entre la teoría y la práctica, donde la implementación exitosa de la conservación se ha concebido, de forma explícita, desde el marco conceptual de la disciplina de la vulnerabilidad y la imposibilidad de sustitución.
Históricamente, la conservación de la diversidad, fue interpretada en solo tres niveles jerárquicos: genes, especies y ecosistemas. Sin embargo, en la actualidad, la incorporación de criterios relacionados con el uso sustentable de la biodiversidad, que garanticen la posibilidad de una óptima calidad de vida a las generaciones presentes y futuras, ha requerido de la planificación de la conservación en todos los niveles: global, regional, ecosistemas, paisaje, especies, genes.
No obstante, resulta difícil establecer criterios de conservación lo suficientemente amplios para examinar la complejidad de las interacciones espaciales y temporales, que han influido e influyen sobre la distribución y magnitud de la diversidad biológica.
Dado que el término «biodiversidad» es muy amplio como para abarcarlo en un solo intento de planificación, surge un interrogante: ¿cuál es la mejor estrategia de trabajo para avanzar hacia un «progreso conservacionista»? Aunque no existe una única respuesta a este interrogante, tal vez el primer paso debería orientarse a responder tres inquietudes básicas: ¿qué tenemos? ¿dónde está lo que tenemos? y ¿cuál es el estado de lo que tenemos?. Encontrar respuesta a estos interrogantes puede ser un muy buen punto de partida para diseñar una posible estrategia para la conservación de la biodiversidad. Sin embargo, reconociendo que los recursos disponibles son finitos, puede ser conveniente dar respuesta a un interrogante adicional: ¿qué, de eso que tenemos, debe ser priorizado en términos de conservación?.

## Inicios y actualidad de la planificación para la conservación

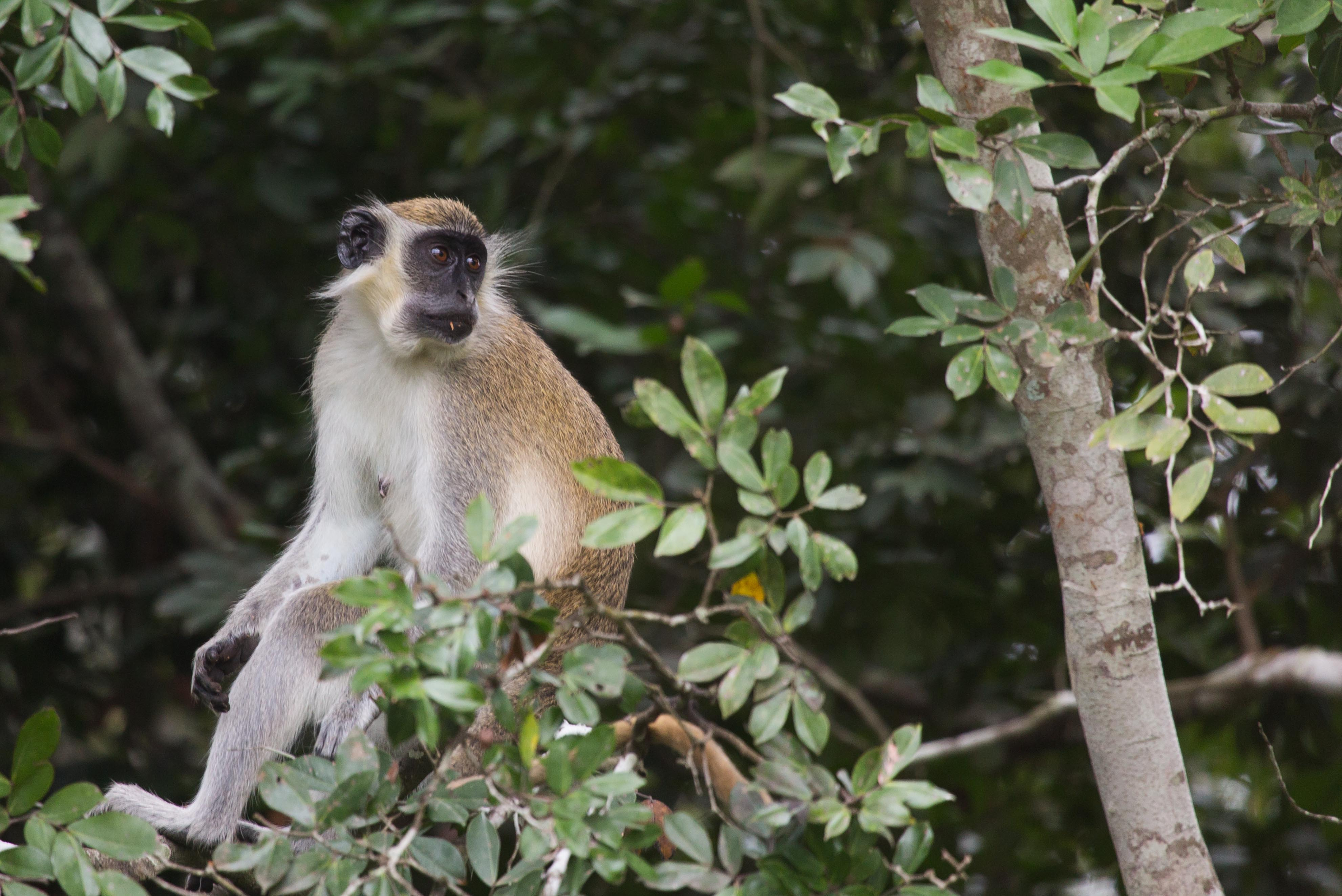
Mono verde en el Parque nacional Comoe (Costa de marfil)

La conservación de la naturaleza se inició en Occidente a finales del siglo XIX con la declaración de reservas y parques que se creaban para un propósito particular: mantener calidad estética, fauna y flora, condiciones ambientales especiales, fenómenos raros o únicos y valores culturales.
La principal característica de este enfoque es que no utilizaba criterios sistemáticos para su selección o al menos no lo hacía de manera explícita. Así, estas áreas, eran seleccionadas a partir de criterios muy poco racionales o científicos, que terminaban convirtiéndose en sitios más o menos protegidos de la adversa influencia humana. Es decir, la ausencia de una planificación adecuada era la norma y así, el espacio natural, terminaba por constituirse en una oportunidad de progreso económico a corto plazo, convirtiendo áreas de alto valor ambiental en parques temáticos dedicados a proveer de servicios de esparcimiento y ocio a la población.
La aplicación de un enfoque sistemático, esto es, de selección y descarte de sitios con base en criterios y métodos explícitos, se inició con una propuesta de la UICN (Unión Internacional para la Conservación de la Naturaleza) para crear una red de áreas protegidas en África (UICN 1976). A partir de aquí, para asistir a la toma de decisiones en la conservación de la naturaleza, con el fin de establecer la mejor estrategia de trabajo, se están incrementando los proyectos científicos y técnicos donde se sigue una serie de pasos que consiste en valorar las características de la biodiversidad en un área particular, para luego, seleccionar las áreas con características más relevantes; evaluar la red de espacios naturales protegidos existente y su mejora e identificar y mitigar los impactos antropogénicos, presentes y potenciales, más graves sobre la biodiversidad.
Sin embargo, en las últimas décadas, debido a los acelerados cambios que el hombre está produciendo en el planeta, el número de especies en peligro de extinción es destacadamente superior a los recursos que se disponen para conservarlos. Por esto, los científicos han planteado la necesidad de priorizar espacios para la conservación: cómo sacar el mayor rendimiento con el menor costo posible. Así, se comenzó a utilizar el término “hotspots” para referirse a las áreas que concentran grandes cantidades de biodiversidad. Este enfoque utilizando los puntos hotspots llevó a que diferentes organizaciones en el mundo destinaran la fimamciación de más de  750 millones de dólares, la suma más grande asignada a una estrategia de conservación individual. 
Los primeros trabajos sobre hotspots se centraban fundamentalmente en la identificación de núcleos de diversidad a escala global. Sin embargo, varios criterios biológicos pueden ser invocados con fines de establecimiento de prioridades (por ejemplo, endemismo, riqueza de especies, rareza, y especies taxonómicamente inusuales). No obstante, la utilización de un enfoque basado en “hotspots” ha creado gran incertidumbre en el ámbito científico debido principalmente a que, para entender estos enfoques de establecimiento de prioridades globales, es importante examinar los indicadores de vulnerabilidad e irremplazabilidad que se utilizan, y las unidades espaciales de lo que se prioriza. Además, la falta de datos sobre biodiversidad y endemismo en algunas regiones, así como también, la falta de coordinación y monitoreo dificultan la posibilidad de evaluar la efectividad de planes de conservación.

## Hotspots para la planificación de la conservación

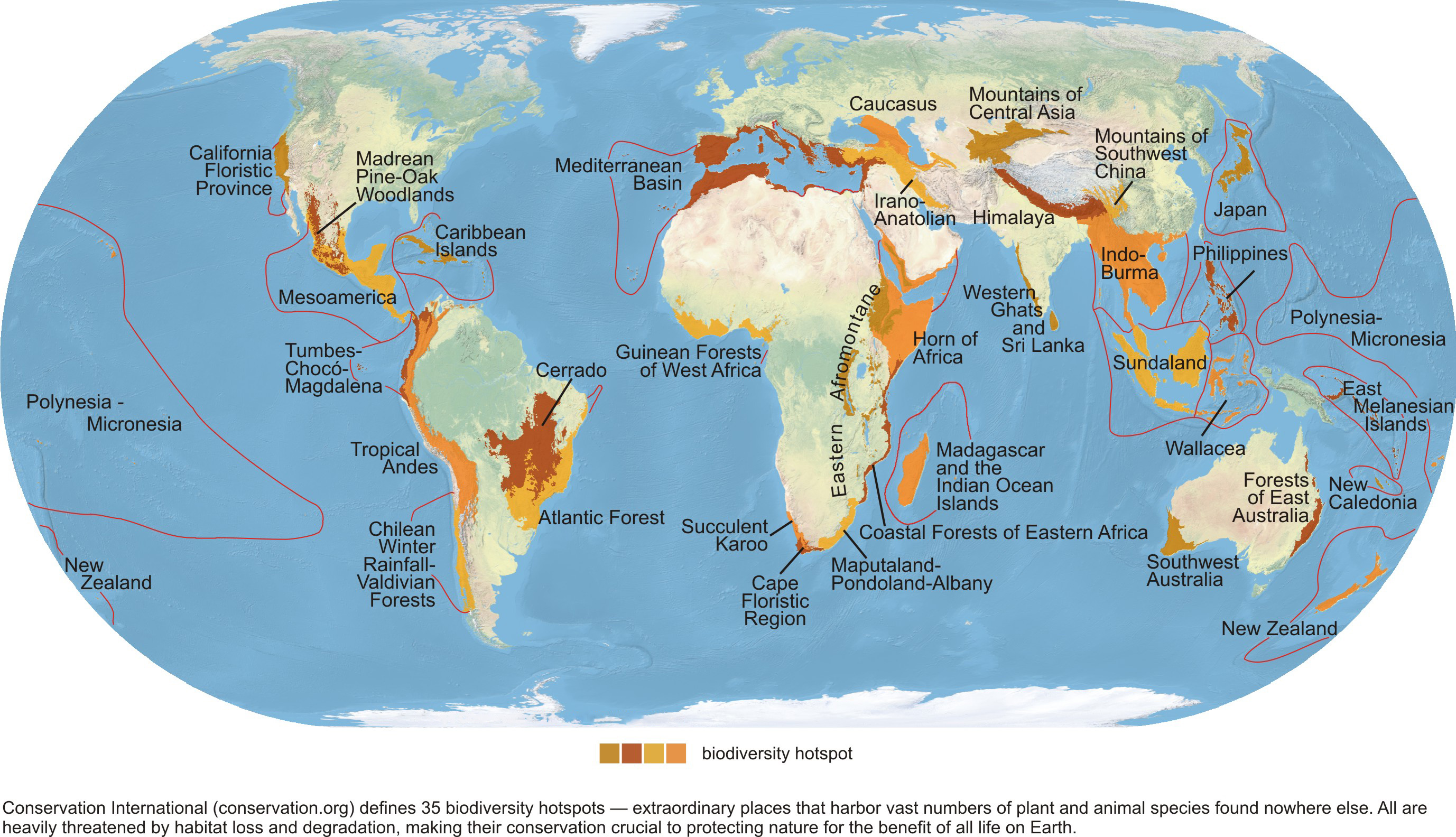
Mapa de Hotspots de la biodiversidad

En 1988, el ecólogo Myers fue el primero en aplicar los conceptos de irremplazabilidad y vulnerabilidad para orientar la planificación de la conservación a escala global.  En su análisis, sin criterios cuantitativos, basado solo en pérdida de hábitat y alto grado de endemismo, localiza 10 “hotspots” en bosques tropicales de todo el planeta.
En 1989, la organización conservacionista “Conservación Internacional” (CI) adoptó este modelo añadiendo dos criterios cuantitativos estrictos: para calificar como un “hotspots”, una región debe contener al menos 1.500 plantas vasculares endémicas (> 0,5% del total del mundo), y debe haber sufrido una pérdida de superficie de hábitat de al menos un 70% de su superficie original. Estos esfuerzos culminaron en una extensa revisión global y la publicación científica que introdujo siete nuevos puntos de acceso sobre la base de estos dos criterios.
Periódicamente estos “puntos calientes” se revisan y los análisis hasta ahora han revelado un conjunto de 35 puntos calientes de biodiversidad. Estas regiones colectivamente tienen no menos de 50% de plantas vasculares y 42% de los vertebrados terrestres (anfibios, mamíferos, aves y reptiles) como especies endémicas.
Debido a la pérdida de hábitat en estas regiones, esta riqueza insustituible de la biodiversidad se concentra en apenas 2,3% de la superficie terrestre del mundo. En contraste con el reino terrestre, los datos sobre la distribución y el estado de las especies acuáticas, están comenzando a ser sintetizado en una escala global.
Los datos sobre las regiones marinas siguen siendo escasos en comparación con la información sobre los sistemas terrestres, y nuestra falta de conocimiento acerca de los sistemas de agua dulce es aún mayor.
Los impactos de los “hotspots” de biodiversidad en la conservación han sido diversos y profundos, no solo en el ámbito científico, sino también político-social. 
El trabajo de Myers et. al. 2000 es uno de los artículos más citados y el uso del término “hotspots” ha crecido exponencialmente en los últimos años. Sin embargo, el impacto más sustancial ha sido en la asignación de recursos. Se ha convertido en el enfoque más directo de las prioridades de conservación global atrayendo más de mil millones de dólares en inversiones de conservación.

El Cerrado brasileño un “hotspots” fuertemente amenazados por la pérdida y degradación del hábitat, haciendo que su conservación sea crucial para proteger la naturaleza en beneficio de toda la vida en la Tierra.

Uno de los argumentos de Myers et. al. 2000 para centrarse en los “hotspots” para la conservación, es el hecho de que no es posible proteger la gama completa de la biodiversidad, debido principalmente a que los fondos son limitados y deben asignarse con cuidado.
Sin embargo, el uso de “hotspots” ha recibido algunas críticas por la comunidad científica. En 2003, un trabajo realizado por Kareiva y Marvier llamado “Conserving Biodiversity Coldspots” argumentan que el destinar grandes cantidades de dinero a la conservación de “hotspots” se debe solo a la simplicidad del modelo, no obstante, los “Coldspots” (puntos fríos o que no se contemplan en el modelo de Myers) juegan un papel ecológico importante. El ignorar estos puntos (“Coldspots”) puede conducir a grandes e importantes pérdidas ecológicas y servicios ecosistémicos.
Estos autores también argumentan que los enfoques utilizados, carecen de criterio científico y generan grandes sesgos a la hora de elegir “hotspots” ya que, por ejemplo, las selvas tropicales son las regiones del planeta que albergan la mayor cantidad de especies endémicas, lo que deja en desventaja a cualquier otro tipo de hábitat. Así mismo, la riqueza de especies, las especies raras o especies con alto valor biológico no se consideran en estos “hotspots” y ponen en riesgo a un gran número de especies, de ambientes y el papel fundamental que las diversas comunidades de especies desempeñan en el fomento de un ambiente saludable y predecible. 
Otros científicos también han criticado el enfoque de “hotspots” para la conservación, argumentando que las prioridades espaciales y las políticas públicas no pueden determinarse sobre la base de simples recuentos de especies, además, argumentan que se ignoran por completo las regiones de transición ecológica, la escasez del número y distribución de especies en algunas regiones del mundo, y no se contemplan los procesos evolutivos como prioritarios para la conservación.
Por lo tanto, algunos científicos promueven un enfoque más amplio para incluir las regiones importantes para la generación y mantenimiento de la biodiversidad, sin importar si son  ricos en especies . Recientemente, se han puesto en relieve la falta de consideración en el papel de los invertebrados en la toma de decisiones acerca de los hotspots de biodiversidad global, lo que sugiere un análisis más detallado y amplio que el considerado.
Aunque el uso de “hotspots” utilizando los criterios propuestos por Myers no está completamente libre de críticas, se ha convertido en una herramienta clave para orientar los esfuerzos de conservación y en la actualidad, juega un papel principal en la toma de decisiones sobre las estrategias de conservación.
La planificación para la conservación y el establecimiento de prioridades están intrínsecamente relacionados, sin embargo, sigue siendo una tarea difícil definir criterios amplios, en función de los intereses, los costos, los patrones de biodiversidad, las amenazas y la gestión presente y futura.
Aunque su importancia es aún objeto de debate, los costos económicos podrían representar un paso importante en la planificación de la conservación. La incorporación de información sobre los costos y beneficios de la conservación de la biodiversidad podría proporcionar una retribución más adecuada de los recursos disponibles para la conservación. En este sentido, la financiación destinada a medidas de conservación continúa siendo escasa para los altos niveles de biodiversidad amenazada.

### ¿Coinciden las prioridades de conservación con lo conservado?

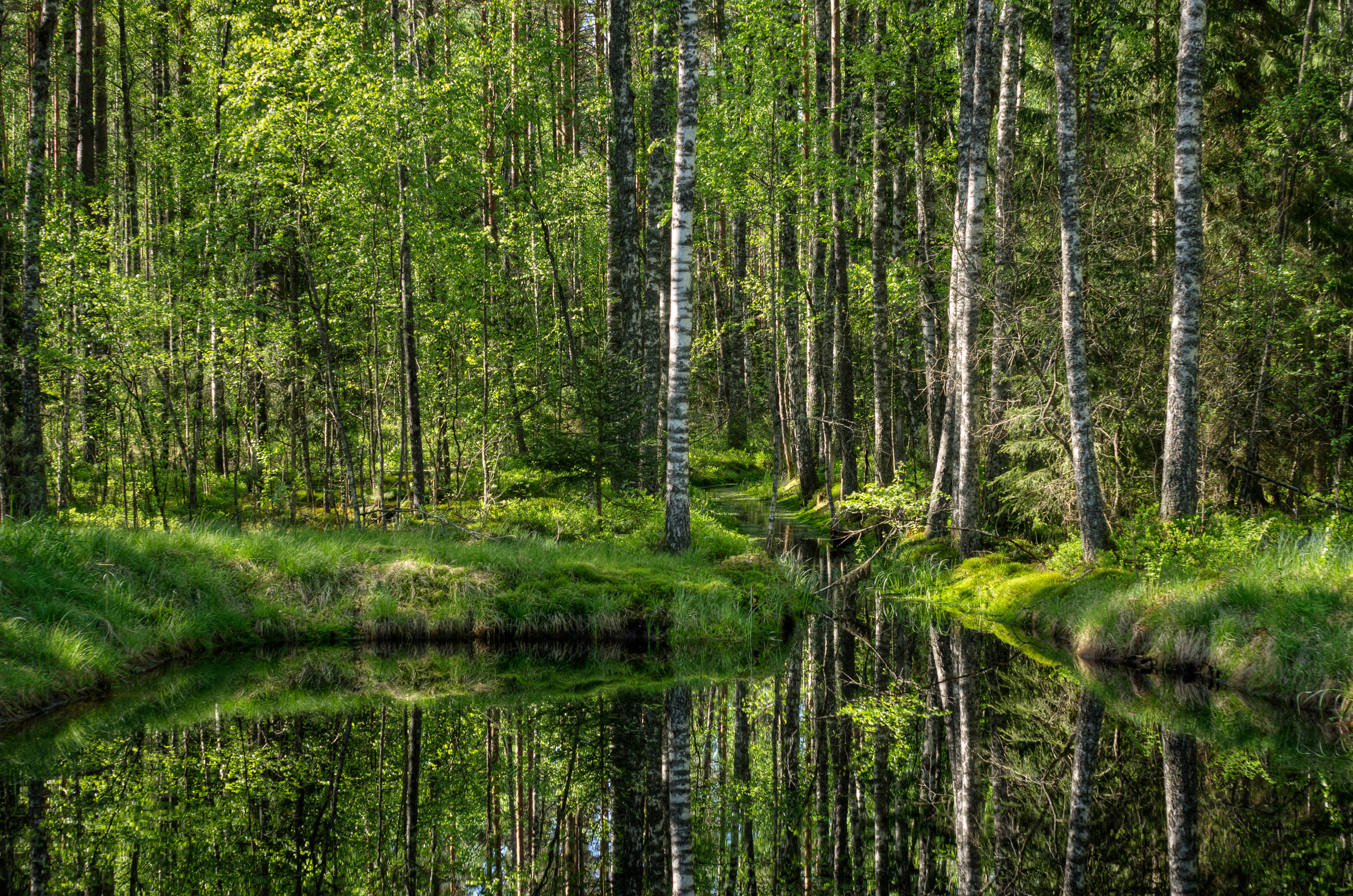
Parque natural Mustoja, el área protegida más grande del condado de Põlva, Estonia.

El objetivo principal de la planificación para la conservación ha sido y es la protección y persistencia de la biodiversidad. Si bien en el último tiempo, los científicos han tenido una mayor participación en la toma de decisiones, las medidas de conservación, y en particular, la selección de sitios para el establecimiento de áreas protegidas para la conservación de la biodiversidad ha sido impulsada, principalmente, por las decisiones políticas y económicas y rara vez con base científica dirigidas a la obtención de una buena cobertura de las características biológicas dentro de una región.
Así, en la práctica poco se sabe de cómo establecer objetivos adecuados, o de la medida en la que la red de áreas protegidas global actual cumple con su objetivo de proteger la biodiversidad. 
Numerosos estudios han demostrado que la actual red mundial de área protegidas difiere considerablemente de los objetivos y las prioridades de conservación. Estos estudios son importantes para la planificación de la conservación, ya que pone de manifiesto la necesidad de una urgente revisión de las áreas protegidas actuales y las adicionales necesidades de conservación. 
Los niveles actuales de protección no deben ser usado como criterio para las prioridades futuras: regiones con mayor superficie cubierta por áreas protegidas no reflejan una menor necesidad de protección a futuro, sino que, por el contrario, son regiones que presentan un elevado endemismo que no es encuentran protegidos dentro de estas áreas.
Las áreas protegidas pueden mitigar el riesgo de la pérdida de la biodiversidad, pero solo si se cuenta con una adecuada distribución que permita, no solo la protección de especies en peligro, sino también, la protección de los ecosistemas en riesgo; la función ecológica; los procesos evolutivos, etc.
Un primer paso es analizar y conocer los biomas que están en estado de vulnerabilidad o peligro. Hoestrak et al, 2005 realizó un análisis en el que obtuvo como resultado que en todos los continentes existen ecorregiones en crisis y muchas de estas ecorregiones coincidían con los “hotspots” propuestos por Myers et al 2000 y también con el hábitat de 249 especies en peligro de extinción.

## Fundamentos de la planificación sistemática y herramientas metodológicas
En todas partes del mundo hay un legado de áreas para la conservación que se fueron acumulando a lo largo del tiempo de manera oportunista, que no necesariamente representan la biodiversidad regional. Por lo que la planificación sistemática y la priorización de áreas buscan mejorar estos sistemas. Margules y Pressey (2000) , Groves et al (2002) y Crowling y Pressey (2003)  han establecido algunas características distintivas de la planificación sistemática: En primer lugar, se requiere de la participación de actores sociales involucrados, entre los que se encuentran aquellas personas que depende o influyen de alguna manera en el recurso que se pretende conservar. Así, la planificación debe ser parte de políticas sociales que reconozcan y atiendan estos intereses. También requiere de una clara metodología para la medición y el cartografiado de la biodiversidad.
El concepto de biodiversidad debe hacerse operativo a través del uso de sustitutos o subrogados (surrogates) que deben ser cuantificables, y se deben poder estimar de manera realista (colectas de campo, datos de sensores remotos y modelos). Esto puede hacerse a través del uso de subrogados verdaderos o subrogados estimados. Los subrogados verdaderos son todos aquellos elementos que puedan ser medidos y evaluados y al mismo tiempo, que permitan representar la biodiversidad en su totalidad y faciliten que el concepto de diversidad se vuelva operativo para la planificación sistemática, por ejemplo, elementos del paisaje, presencia de especies u taxones, tipos de hábitat, diversidad de especies, especies en riesgo, diversidad de comunidades bióticas, regiones biogeografías, ecorregiones, etc.
Los llamados subrogados estimados, pretenden representar a los subrogados verdaderos, es decir, son aquellos paramentos que no podemos estimar de manera directa en el campo pero que nos permiten inferir la diversidad biológica, como, por ejemplo, parámetros ambientales o grupos de especies.
Otra característica, en la metodología de la planificación sistemática, consiste en elegir los indicadores de la biodiversidad, dando prioridad al conjunto de subrogados verdaderos, siendo además explícito en el modo y el criterio utilizado para su elección. Establecer metas y objetivos cuantitativos claros de conservación contemplando el diseño, la forma, la conectividad, etc. considerando no solo criterios de biodiversidad sino también criterios sociopolíticos.
Evaluar la viabilidad del plan de conservación en un análisis multicriterio donde se contemple los recursos disponibles.
Por último, es importante, evaluar el sistema periódicamente con el fin de mejorar, modificar y reestructurar el plan propuesto.
| Etapas                                                                                            | Acciones necesarias |
| ------------------------------------------------------------------------------------------------- | --- |
| 1. Compilación de información sobre la biodiversidad                                              | |
| • Revisar datos existentes y decidir cuáles representan la biodiversidad de la región de estudio. | |
| • Recolectar nuevos datos para mejorar o aumentar los disponibles.                                | |
| • Recolectar datos sobre especies raras o amenazadas, tipos de vegetación y procesos ecológicos.  | |
| 2. Definición de metas de conservación                                                            | • Definir metas cuantitativas referidas a especies, tipos de vegetación y otros elementos. |
| 2. Definición de metas de conservación                                                            | • Definir metas cuantitativas referidas al tamaño mínimo, la conectividad y otros criterios asociados con el diseño de áreas protegidas.                                                          |
| 3. Revisión de las áreas de conservación existentes                                               | • Medir el grado de representatividad de las áreas protegidas existentes. |
| 3. Revisión de las áreas de conservación existentes                                               | • Identificar las amenazas y las áreas poco representadas en términos de especies o tipos de vegetación (análisis de vacíos).                                                                     |
| 3. Revisión de las áreas de conservación existentes                                               | • Recolectar datos sobre especies raras o amenazadas, tipos de vegetación y procesos ecológicos.                                                                                                  |
| 4. Selección de áreas de conservación adicionales                                                 | |
| • Identificar nuevas áreas a ser protegidas con base en el análisis de vacíos.                    | |
| 5. Implementación de acciones de conservación                                                     | • Identificar la estrategia de manejo más factible para conservar las áreas identificadas como prioritarias.                                                                                      |
| 5. Implementación de acciones de conservación                                                     | • Si una o más de las áreas seleccionadas se considera difícil o poco factible de conservar, se debe revaluar el paso 4.                                                                          |
| 6. Mantenimiento de los valores de las áreas de conservación                                      | • Definir objetivos y metas de conservación para cada una de las áreas del sistema. |
| 6. Mantenimiento de los valores de las áreas de conservación                                      | • Implementar acciones de manejo y realizar la zonificación dentro y fuera del área de conservación.                                                                                              |
| 6. Mantenimiento de los valores de las áreas de conservación                                      | • Monitorear indicadores claves para la evaluación de la efectividad de las estrategias de conservación y la zonificación propuesta. El manejo deberá ser adaptado de acuerdo a esta información. |

En general, la planificación sistemática tiene como objetivo principal proteger los elementos de la biodiversidad, de los procesos que atentan contra ellos dentro del contexto donde dichas áreas fueron establecidas. El logro de este propósito general depende del grado de cumplimiento de dos objetivos básicos: representatividad y persistencia. La representatividad hace referencia al grado en que se protege todo el ámbito de escalas espaciales y de organización biológica de la biodiversidad. La persistencia se refiere a que es necesario asegurar la supervivencia a largo plazo de la biodiversidad, manteniendo los procesos ecológicos que la sustentan, la viabilidad de las poblaciones y la integridad de los ecosistemas.
El objetivo de persistencia debe incluir explícitamente elementos asociados con la redundancia, la resiliencia y la definición de límites de las áreas a proteger.

### Representatividad: El análisis de vacíos para la planificación de la conservación
El análisis de vacíos es un método que evalúa la biodiversidad de una determinada región, la compara con aquella que se encuentra dentro de un área o región protegida, e identifica dónde quedan especies o ecosistemas sin protección o con protección insuficiente. En términos prácticos, podemos decir que aquellas especies o regiones que no son representadas significan vacíos en los esfuerzos de conservación. El análisis de vacíos, permite focalizar esfuerzos de conservación que aseguren la persistencia en el tiempo.
La representatividad es uno de los objetivos fundamentales en la planificación sistemática. Así, el diseño de una red representativa de áreas protegidas, requiere un marco conceptual y metodológico que permita la evaluación del cumplimiento del objetivo de representatividad. El análisis de vacíos es una herramienta ampliamente utilizada y desarrollada sobre sólidos principios ecológicos que ha permitido fundamentar acciones de conservación en diferentes regiones del mundo y en diferentes escalas de planificación. Sin embargo, los especialistas en conservación se encuentran en el constante dilema de definir qué porcentaje de una determinada región es suficiente para asegurar la viabilidad de las especies y su persistencia a largo plazo. Además, existen múltiples fuentes de incertidumbre, entre ellas se destaca la ausencia de tratamientos dinámicos de la información: dado que tanto las especies como las amenazas son dinámicas en el espacio y el tiempo, la planificación sistemática y el análisis de vacío debe actualizarse constantemente con el fin de apoyar la designación de nuevas áreas o la ampliación de las ya existentes. Un desafío asociado al análisis de vacíos, que hasta ahora no ha sido debidamente analizado, es la potencial contribución de la biodiversidad a la conservación en paisajes fragmentados y con diferentes usos del suelo.

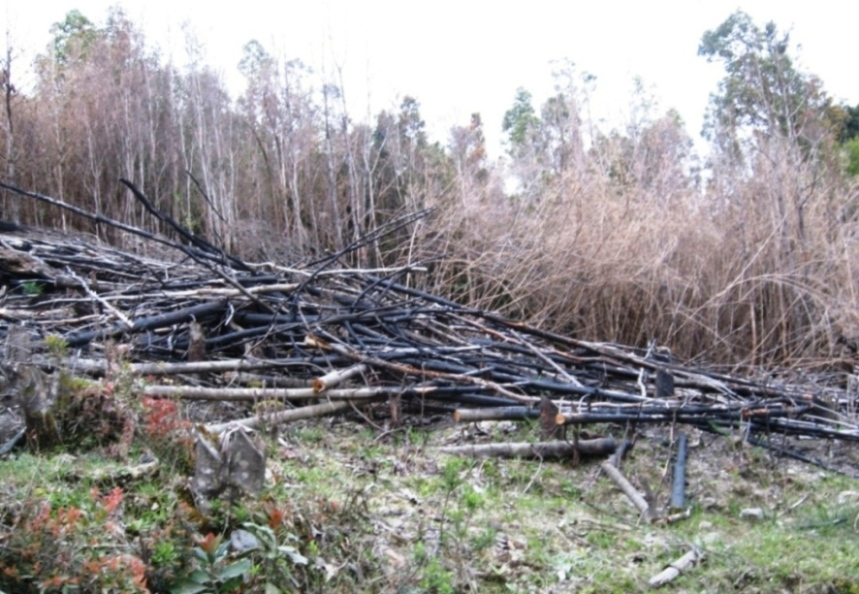
Bosque talado y parcialmente quemado, una muestra de paisaje alterado.

La fragmentación del paisaje puede resultar en una pérdida del hábitat, una reducción de su tamaño y un creciente aislamiento del mismo; en consecuencia, aumenta la pérdida de especies a escala local y regional y los cambios en los ensamblajes de fauna y en los procesos ecológicos, además, dificulta la migración y dispersión hacia hábitats más apropiados, como respuesta al cambio climático. Los paisajes alterados y dominados por usos intensivos de la tierra pueden albergar remanentes de vegetación y especies únicas y, por ende, jugar un rol fundamental en la conservación de la biodiversidad. La biodiversidad dentro y fuera de los espacios protegidos es un pilar para la producción de servicios ecosistémicos críticos para la sociedad. Lo anterior implica un cambio en el modelo de conservación: se persigue ahora una gestión integrada del territorio que incluya tanto las áreas protegidas como las áreas de amortiguamiento, paisajes con diferentes usos de la tierra y corredores biológicos.

### Persistencia: corredores biológicos para la planificación de la conservación

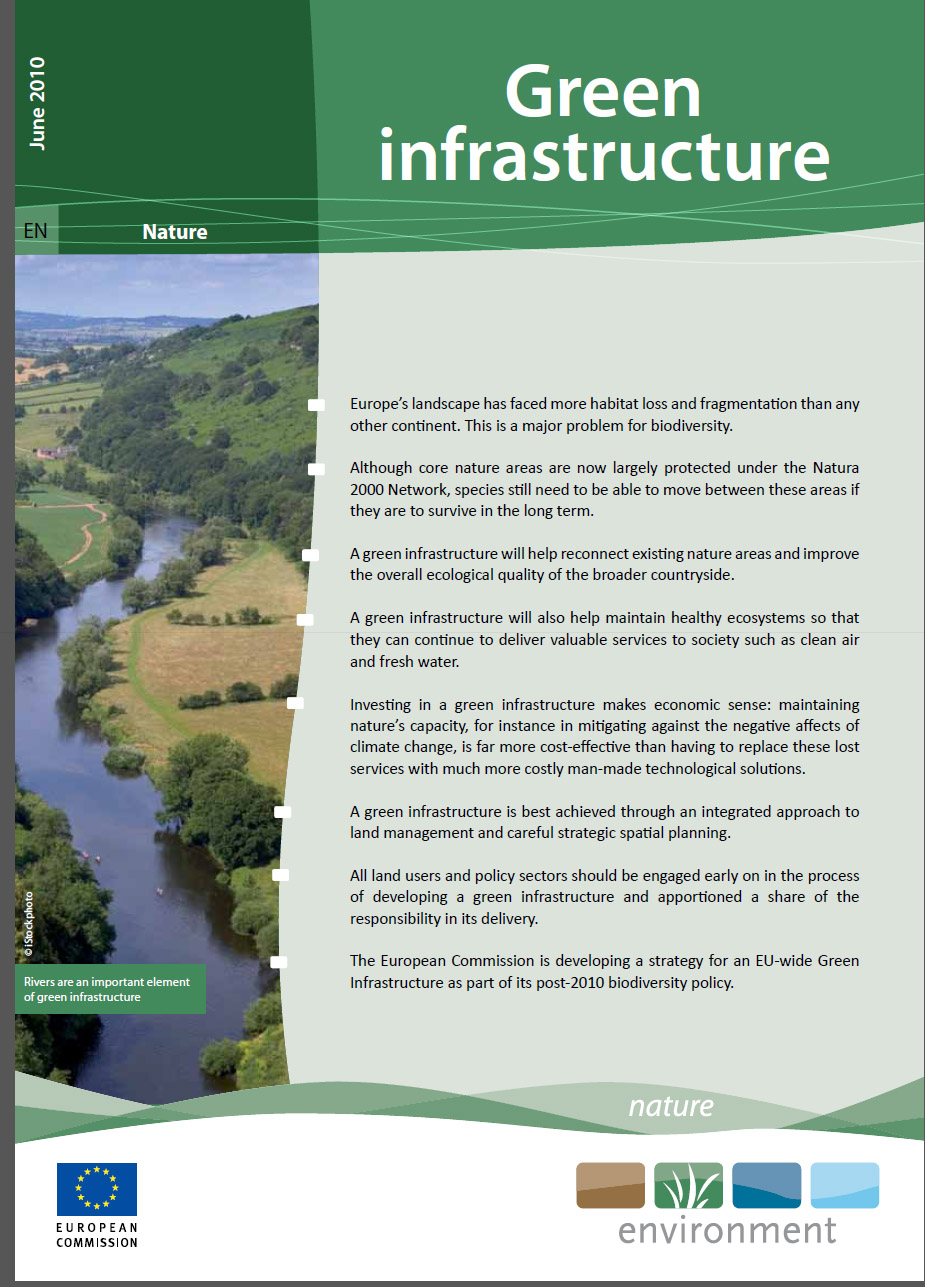
Portada de un folleto publicado en 2010 por la Comisión Europea para presentar la infraestructura verde como una nueva estructuración política "post-2010" ("política de biodiversidad después de 2010")

Los procesos de reducción y fragmentación de hábitats son apuntados por la comunidad científica como una de las principales causas de la actual crisis de biodiversidad. Es poco probable que el mantenimiento de la biodiversidad se consiga únicamente a través de áreas protegidas (especialmente en aquellos casos donde las áreas protegidas son pequeñas y rodeadas de ambientes alterados como campos agrícolas, pastizales, zonas urbanas y turísticas). Más bien, la probabilidad de mantener la biodiversidad se maximiza en tanto se cuente con una red de hábitats intercomunicados que mantenga la conectividad de los procesos ecológicos y las poblaciones de especies. La conectividad es un atributo ecológico clave en la funcionalidad de los ecosistemas que debe incorporarse dentro de la planificación sistemática y que se logra con el diseño adecuado de corredores biológicos.
Se define como corredor biológico “el territorio cuyo fin es proporcionar conectividad entre paisajes, ecosistemas y hábitat (naturales o modificados) para asegurar el mantenimiento de la biodiversidad y de los procesos poblacionales, ecológicos y evolutivos”. El objetivo de los corredores biológicos es contribuir a mejorar las probabilidades de persistencia de muchas poblaciones de especies, proveer hábitats y recursos necesarios para completar el ciclo de vida de los organismos y facilitar el movimiento en caso de cambios abruptos en los factores ecológicos asociados. Los corredores biológicos fueron propuestos por Wilson y Willis en 1975, y están basados en el supuesto de que los fragmentos unidos o conectados por un corredor biológico adecuado, disminuye la tasa de extinción y tienen un mayor valor para la conservación que los hábitats aislados. La finalidad de estos corredores es permitir la dispersión de plantas y animales facilitando el flujo de genes y la colonización de sitios adecuados. De igual forma facilitan las migraciones estacionales y diarias entre una variedad de diferentes hábitats.
Es claro que la planificación sistemática es indispensable para el mantenimiento de los procesos ecológicos y poblacionales de especies. Esto es especialmente relevante, en aquellos paisajes vulnerables al impacto humano o donde la integridad ecológica se encuentra fuera de su estado óptimo.  Los convenios internacionales han ido dando cada vez mayor importancia a la necesidad de garantizar la movilidad geográfica de las especies y el intercambio genético, para evitar el aislamiento de las poblaciones. De una conservación basada en la protección de especies y lugares concretos se ha pasado a fomentar una visión más global de la conservación, donde la integridad de los procesos ecológicos y los ecosistemas toman mayor protagonismo.

## Planificación y prioridades de conservación a diferentes escalas

### Planificación de especies

Porcentaje de animales translocados por clase

Las especies son consideradas la unidad fundamental en la planificación para la conservación, esto se debe principalmente a que su extinción es un proceso irreversible en comparación con las perturbaciones que pueden incidir sobre los ecosistemas o las ecorregiones. Las especies han sido con mucho las más utilizadas y estudiadas en estrategias de planificación. En el año 2007, 41.415 especies habían sido evaluadas por la UICN dando como resultado que 16.306 de ellas se encuentran, a nivel mundial, en la lista Roja, con un alto riesgo de extinción (UICN 2007). El contar con una lista Roja presenta la posibilidad de establecer áreas prioritarias de conservación, fortalecer o mejorar los sitios ya existentes y evaluar los futuros impactos que el hombre puede generar sobre las especies. Sin embargo, para algunos taxones no se cuenta con la cantidad de información necesaria para conocer su estado de conservación, entre estos grupos abundan los invertebrados y algunos taxones de plantas.
Por otro lado, en los últimos años, la planificación para la conservación se ha centrado en las grandes regiones o en niveles de organización superior al de especie, estos enfoques podrían ser insuficientes para aquellos grupos que son pocos conocidos o restringidos en su distribución. El conocimiento sobre el tamaño, distribución y densidad de las poblaciones es un aspecto básico para el estudio y manejo de una especie particular.
En el año 1999, la Sociedad de Conservación de Vida Silvestre promovió un ejercicio de definición de prioridades y de planeación para el jaguar (Panthera onca), especie en peligro de extinción, en todo su rango de distribución, desde el norte de México hasta el norte de Argentina. Científicos de 18 países coincidieron en que, para conocer el estado de conservación actual de jaguar, necesitaba contar con información sobre el rango actualmente ocupado por el jaguar; las áreas con mayor densidad de población; preferencia de hábitat; y sitios en los que se han observado jaguares durante los últimos 10 años. Durante el ejercicio, estos expertos también hicieron una evaluación de la supervivencia a largo plazo del jaguar en todo su rango y desarrollaron un algoritmo para priorizar unidades de conservación del jaguar en los tipos de hábitat más importantes. 

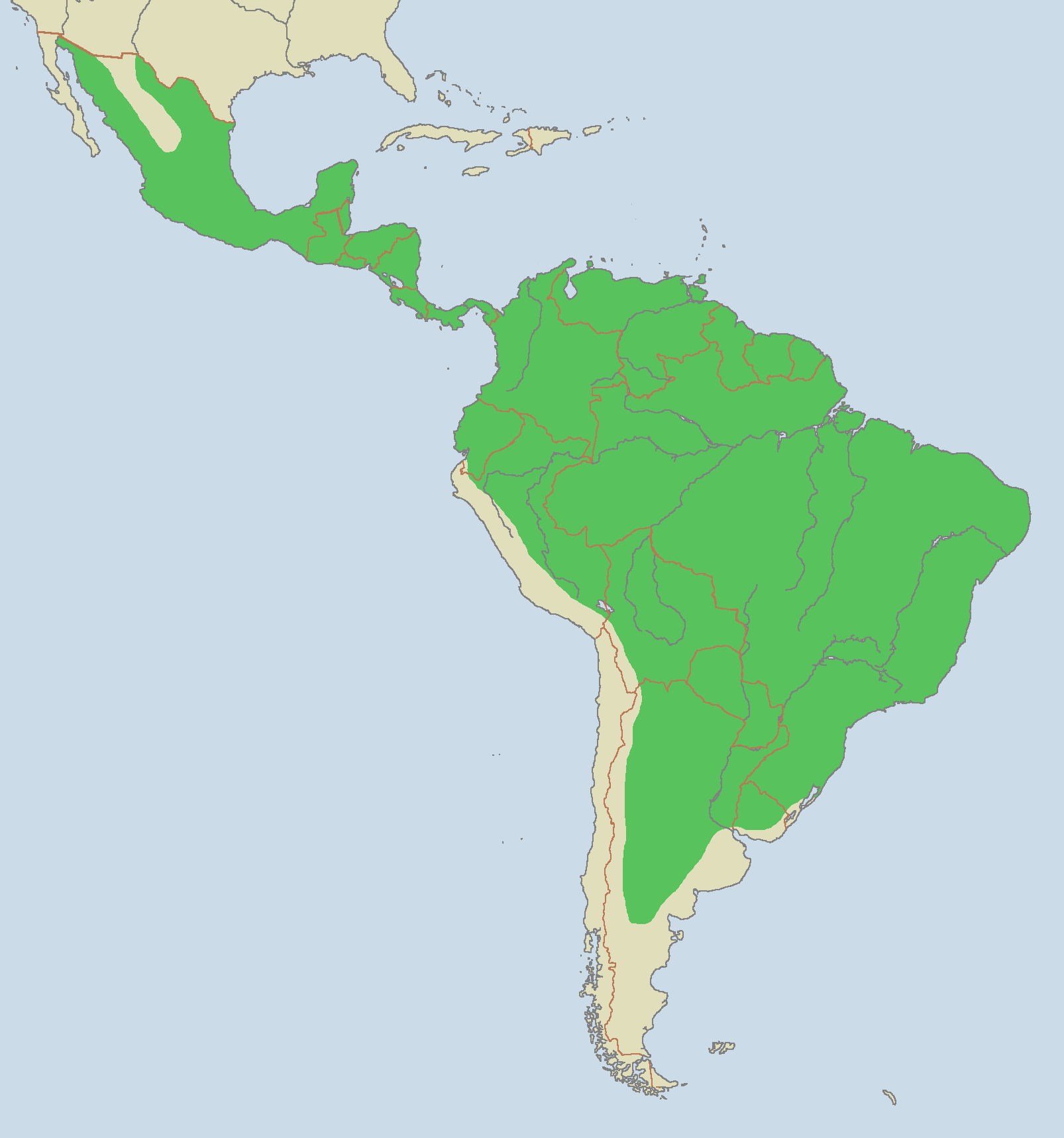
Distribución original del jaguar.

De este trabajo, se desprendió que el rango del jaguar se había contraído aproximadamente al 46% de su rango estimado en 1990. El estatus del jaguar y su distribución también ha disminuido un 12% con respecto a 1990, incluyendo extensas áreas en México, Colombia y Brasil. A partir de estos datos se priorizaron 51 unidades de conservación representando 30 regiones diferentes como base para un sólido programa de conservación. Así, el jaguar está incluido en el Apéndice I del Tratado de Comercio Internacional de Vida Silvestre, lo que significa que es ilegal comercializar su piel o cualquier otra de sus partes. 
Por su inclusión en el Tratado de Comercio Internacional de Vida Silvestre los precios de la piel del jaguar en el mercado internacional colapsaron, frenándose esta actividad al no ser rentable para los cazadores.
Los jaguares están protegidos por la legislación nacional en Argentina, Brasil, Colombia, Guayana Francesa, Honduras, Nicaragua, Panamá, Paraguay, Surinam, Uruguay, Belice, EE. UU. y Venezuela. Sin embargo, su caza es legal por considerarse animales problemáticos en Brasil, Costa Rica, Guatemala, México y Perú. Además, en el año 2012, la organización no gubernamental “Panthera” impulsó un proyecto que busca consolidar un corredor biológico desde México hasta Argentina. Dicho convenio fue firmado por diversos países latinoamericanos, con el objetivo de salvar al jaguar de su extinción. Sin embargo, los resultados hasta la actualidad no son muy alentadores y se estima que el número de ejemplares desciende a 250, la principal causa de su peligro de extinción es la caza y la reducción del hábitat por el hombre.

### Planificación de hábitats
Con 16.306 especies conocidas en peligro de extinción, cada año las tasas de amenaza son mayores y sin duda, el estado de conservación de muchas plantas y animales aún está por evaluarse. Afortunadamente, la piedra angular de la acción de conservación es la conservación del hábitat, esto nos permite proteger o resguardar miles de especies de manera simultánea. El Protected Planet Report 2012 (Informe Planeta Protegido 2012) muestra que las zonas protegidas están creciendo respecto a la cantidad y superficie de la Tierra cubierta, que actualmente incluye el 12,7% de área terrestre del mundo y el 1,6% del área oceánica mundial.  
La UICN es considerada un organismo rector en el ámbito internacional, ya que contribuye a la creación, el afianzamiento y el desarrollo de sistemas de áreas protegidas. Este organismo ha presentado sucesivas categorizaciones que sirvieron como base para las reglamentaciones adoptadas por muchos países. Aunque las categorías no suponen una jerarquía, reflejan el grado de actividad humana aceptable en cada caso.
| Categoría | Nombre                                   | Objetivo de manejo                                                                                |
| I         | Reserva Natural Estricta                 | Área natural no alterada por el hombre preservada con fines científicos o de protección estricta. |
| II        | Parque Nacional                          | Protección del ecosistema y la recreación.                                                        |
| III       | Monumento Natural                        | Protección de sus características naturales específicas.                                          |
| IV        | Área de Manejo de Hábitat y Especies     | Conservación mediante intervenciones de manejo.                                                   |
| V         | Paisajes Protegidos Terrestres y Marinos | Conservación escénica y la recreación.                                                            |
| IV        | Área de Manejo de Recursos               | Uso sustentable de los ecosistemas naturales.                                                     |

Sin embargo, un creciente número de estudios han cuestionado un enfoque conservacionista basado, centralmente en la creación de áreas protegidas.
Si bien los argumentos son diversos, la mayoría converge en dos cuestiones centrales: la eficiencia de las áreas naturales protegidas y su permanencia a mediano y largo plazo. La eficacia, se refiere a la dificultad de garantizar una representatividad suficiente de la biodiversidad del planeta, en tan solo una red global de áreas protegidas, que pueda contemplar no solo la inmensidad en el número de especies, sino también, los patrones de distribución, las interacciones ecológicas, los procesos evolutivos y los fenómenos naturales a mayores escalas. Esta dificultad reside, principalmente, en que los tres principios que se utilizan para distinguir, ubicar y establecer un área natural protegida son: número, riqueza y endemismo de especies, cada uno de estos principios son el resultado de tres procesos diferentes. Así mismo, se ha cuestionado que las áreas protegidas no logran incorporar procesos a gran escala y de larga duración, así las áreas naturales parecerían ser zonas estáticas, donde las dinámicas ecosistémicas se encuentran “rígidas”. Otra gran crítica es la permanencia de las áreas naturales, estas zonas no son ajenas de los disturbios que suceden en su entorno próximo y lejano, ya sea por los pobladores locales, la población urbana y la contaminación industrial, etc.
El historiador Morris Berman en su libro Cuerpo y espíritu (1992) afirma “Los zoológicos dan la falsa impresión de que las especies pueden ser salvadas, aunque las silvestres sean destruidas”. Durante el último siglo, los esfuerzos conservacionistas, tanto institucionales, monetarios y científicos se han centrado en idear estrategias que permitan la máxima conservación de la biodiversidad. La actual red de áreas protegidas, creadas en muchos casos a partir de criterios científicos, y en muchos otros casos, creadas a partir de criterios económicos o políticos podrían representar la falacia del zoológico, de Morris Berman, extendida en todo el mundo. Así, las áreas protegidas se concentran en un número limitado de “santuarios” biológicos que intentan resguardar a un número limitado de especies sin importar lo que sucede en su entorno.
Si bien las áreas protegidas aún constituyen la médula espinal de la estrategia global de conservación de la biodiversidad, estas no lograrán su propósito en el largo plazo, si no se avanza de manera simultánea en mejorar el manejo de los recursos naturales en el entorno donde se encuentran, así como en generar procesos de consumo y producción más sustentables.

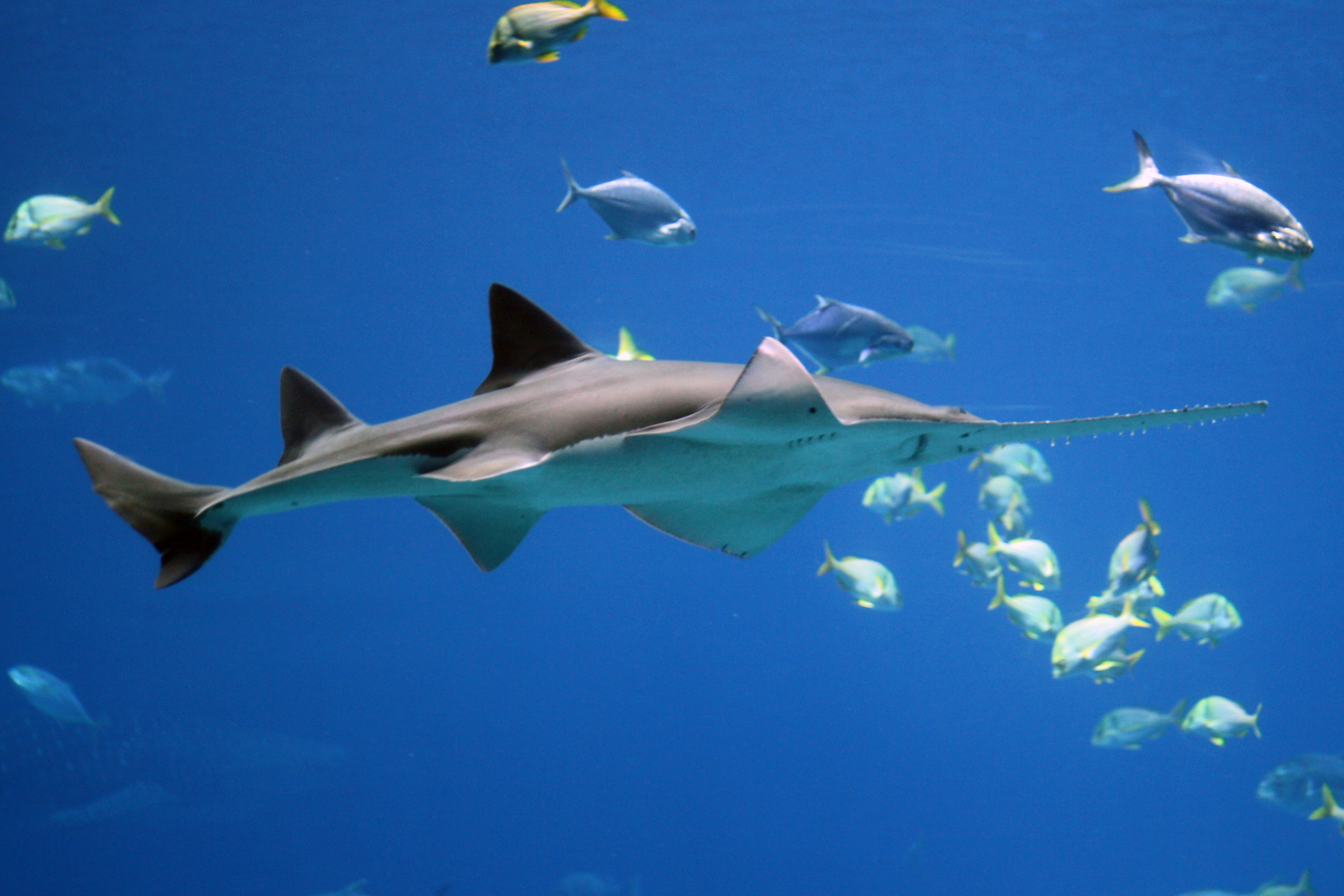
Pez sierra en un acuario

La planificación de la conservación de hábitat busca diseños óptimos de las áreas protegidas que cumplan varios objetivos como la representatividad de la biodiversidad y la persistencia de la población. La conectividad es uno de los requisitos fundamentales para la persistencia de la población, además, la planificación de la conservación debe extenderse a los medios acuáticos. Las amenazas para hábitat acuáticos aún no están siendo evaluadas con rigurosidad. Por ejemplo, un estudio realizado por Devitt et. al. 2015 para 4 especies de peces marinos amenazados en el norte de Australia, ha mostrado que las redes de zonas protegidas marinas no son suficientes para la protección de estas especies. En particular, para los peces sierra (familia Pristidae) los objetivos de protección no se han cumplido. Estos resultados indican que se requiere una mayor protección de los hábitats marinos con el fin de mejorar la protección del pez sierra y la conectividad del hábitat.
Otro estudio reciente, llevado a cabo en zonas forestales protegidas en Indonesia, ha mostrado como la eficacia de siete áreas forestales protegidas entre 1999 y 2012 varía en el espacio. Las diferencias observadas en la efectividad de conservación de las diferentes áreas protegidas pueden deberse a diferentes factores: Indonesia es particularmente diversa, las amenazas del paisaje son diferentes en cada región y los bosques varían enormemente de una región a otra. A nivel nacional, el porcentaje de conservación de la cobertura vegetal en áreas protegidas es tan solo del 1%, este resultado indicaría una efectividad baja-moderada de dichas reservas. Sin embargo, al evaluar la efectividad de cada parque de manera individual, la efectividad de las áreas protegidas es sumamente variable, correlacionándose en gran medida con el tipo de uso permitido en cada una. Así, aquellas reservas donde se permite un uso moderado de los recursos o se encuentran rodeadas de pobladores locales, son menos eficientes que aquellas áreas estrictas.
En este artículo se pone de manifiesto que los métodos de selección repetibles y eficientes pueden proporcionar resultados dispares según el método y el tipo de información utilizada. Diversos estudios han demostrado que nuestros espacios protegidos resultan insuficientes para albergar, al menos, una población de cada una de las especies en peligro. La futura inclusión de la información sobre los invertebrados incrementará, indudablemente, la ineficiencia del actual diseño. Pero es que, además, un diseño de áreas protegidas debe reconocer la naturaleza dinámica de la diversidad biológica. Es necesario incorporar a la red de áreas protegidas conexiones que faciliten la persistencia y garanticen la estabilidad futura de la diversidad biológica bajo escenarios de cambio.

### Planificación ecosistemas y ecorregional.
Los organismos forman la base de la biodiversidad, pero funcionan en el contexto de ecosistemas. Como ya se comentó anteriormente, las áreas protegidas no son suficientes para la conservación de la biodiversidad. Así, hace algunas décadas se ha sugerido que la conservación de la diversidad biológica debe centrarse, no solo en los patrones, sino en los procesos ecológicos y evolutivos; que los ecosistemas pobres en especies pueden ser cruciales para el funcionamiento de los ciclos de materiales y flujos de energía; y que los datos sobre las especies son poco fiables debido a sus sesgos geográficos y taxonómicos.
Representar la diversidad ambiental de un territorio no implica necesariamente amparar su diversidad biológica, también resulta evidente que nuestra carencia de información fiable sobre la distribución de las especies, impide utilizar la información para realizar selecciones de áreas a proteger. La distribución de las propias especies incluye, probablemente, no solo el espectro completo de las condiciones ambientales existentes, a veces inapreciable al ojo humano, sino también los efectos demográficos e históricos, capaces de generar comunidades diferentes bajo condiciones ambientales similares.
Los ecosistemas son mucho más que la percepción visual de una combinación de formas, accidentes geográficos y vegetación: comprenden en sí al conjunto de los elementos que forman parte del ambiente. La visión del ecosistema, como una unidad funcional para la conservación, es útil para promover acciones de manejo que pueden ser bastante específicas a componentes particulares del ecosistema, para dirigir actividades que permitan obtener productos y servicios de los sistemas terrestres y acuáticos, a la vez que se conserva la biodiversidad de estos.
Lugo et al. 2001 plantean alguno de los paradigmas que rigen el manejo de ecosistemas: una visión dinámica del estado de los ecosistemas en contraste con los sistemas estables y estáticos como son las áreas protegidas, serán adecuados en una era de cambio ambiental, donde los sistemas funcionarán en estados transitorios y pocos lograrán estados estables. Además, permitirá un manejo desde un punto de vista de elasticidad en vez de estabilidad, que permitirá considerar las interacciones y los funcionamientos en las interfaces (Por ejemplo: Terrestre/acuática), se podrán considerar todas las escalas de tiempo y espacio, y las velocidades de cambio, en lugar de enfocar los aspectos a corto plazo y a escalas espaciales locales, permitirá mantener una perspectiva global aun cuando se maneje a escala local. Por último, las perturbaciones deberán ser vistas como parte integral de los ecosistemas, así se deberá manejar el contexto ecológico y sociológico en vez de ignorar los aspectos sociales, que a veces son determinantes en el éxito del manejo de los ecosistemas.
Sin embargo, dado el costo alto que representa la conservación de grandes superficies y las limitaciones de recursos, principalmente de tipo económico, la conservación debería centrarse en áreas donde se produzcan los mayores beneficios y los esfuerzos invertidos deriven en mejores impactos, sobre todo de tipo ambiental. Aspectos fundamentales para alcanzar una conservación eficaz son definir, conocer y dar prioridad a los lugares en los que se tiene que actuar en primera instancia. 
Una herramienta valiosa para orientar y optimizar los esfuerzos del estudio, conservación y aprovechamiento sustentable de los recursos naturales, es la identificación de áreas prioritarias para esos fines. En las últimas tres décadas se han diseñado y desarrollado varios modelos computarizados para apoyar la identificación de grandes áreas prioritarias para la conservación. Al respecto, existen trabajos comparativos y descriptivos específicos para conservación de la biodiversidad, que pueden ser usados durante el proceso metodológico de identificación de áreas prioritarias.

Ecoregion NT0709: Llanos

Las ecorregiones son cada vez más aceptadas como unidades geográficas útiles para la planificación de conservación, pero hasta hoy las prioridades ecorregionales no han sido formalmente evaluadas. La estrategia propuesta no pretende sustituir, ni propone el abandono de la preservación de áreas naturales ni la conservación de especies endémicas, raras o en peligro de extinción. Tales esfuerzos deben continuar, sin embargo, ese tipo de conservación cubre no más del 20% de la superficie del planeta, donde existen áreas naturales críticas. El resto del mundo no atrae generalmente la atención de los conservacionistas, a pesar de su importancia para la conservación de la biodiversidad.
Durante la última década, se ha producido un cambio importante hacia la planificación basada en los ecosistemas para la expansión de redes de áreas protegidas.
Los objetivos principales de este cambio ha sido representar eficientemente la biodiversidad en su conjunto, incluyendo las especies y los procesos. La planificación basada en los ecosistemas ha permitido evitar el gran sesgo y la carencia de información para algunos grupos taxonómicos que, en última instancia, no eran representados en las áreas de conservación. Sin embargo, algunos investigadores han cuestionado este enfoque, argumentando que los objetivos de la planificación para los ecosistemas son demasiado generalistas, para representar eficazmente la biodiversidad, lo que permite que muchas especies caigan en el olvido. 
La eficacia de este enfoque disminuye para las especies que son raras, tienen distribución irregular o con datos que son deficientes, como en el caso de muchas especies amenazadas. Las metas globales establecidas en el Convenio de Planes estratégicos sobre la Diversidad Biológica (CDB) en 2004 y 2010 son la razón principal para el cambio de la planificación, basada en especies, a los ecosistemas. En concreto, en el 2010 el Convenio de Diversidad Biológica, plantea como objetivo conservar el 17% de las aguas terrestres y continentales y el 10% de los ecosistemas costeros y marinos. Sin embargo, la metodología para lograr dicho objetivo es, por tanto, abierta a la interpretación de cada país participante, de manera que pueden dar lugar a diversos resultados para la biodiversidad representada en áreas protegidas.
Un estudio comparativo llevado a cabo por Polak et al, 2015, muestra que hay un alto grado de variación en la protección de los ecosistemas (biorregiones) y las especies amenazadas en la actual red de áreas protegidas de Australia. El 48% de los ecosistemas han logrado su objetivo de encontrarse en el 10% protegido, como lo propone el Convenio de Planes estratégicos sobre la Diversidad Biológica, sin embargo, algunos ecosistemas están poco representados. Estos resultados son peores para las especies: en este estudio, sólo 284 (21,5%) especies amenazadas alcanzan el objetivo de protección. Sus desalentadores resultados, muestran que aun faltaría añadir un mínimo de 29,5 millones de hectáreas a la red de área protegida existente para lograr el 10% de representación de cada ecosistema. Esto se debe fundamentalmente, a la desigual protección de los diferentes ecosistemas, así, la mayoría de los ecosistemas protegidos son ecosistemas áridos. Sin embargo, un análisis considerando solo la cantidad de hectáreas necesarias para la protección de especies amenazadas, arroja una ampliación de la red de áreas protegidas actual de 54,9 millones de hectáreas, esto equivale al 18,7% del territorio de Australia.
Por otro lado, cuando la planificación sólo se realiza utilizando el enfoque de planificación para los ecosistemas este autor obtiene un mapa de áreas protegidas que están dispuestas de manera relativamente uniforme en toda Australia, como resultado de la naturaleza de los ecosistemas, que son grandes características espaciales que no se solapan. Sin embargo, las proyecciones basándose solo en la protección de especies amenazadas, arroja como resultado una red concentrada, principalmente, en la zona costera, lo que refleja el hecho de que la distribución de especies suele ser en pequeñas unidades dinámicas.
Esto demuestra claramente que, un enfoque basado solo en el ecosistema, no sería suficiente para proteger a las especies amenazadas, al menos en Australia. Así, este enfoque, estaría muy por debajo de la red de áreas protegidas necesarias para la conservación de especies amenazadas. La planificación de la expansión de las redes de áreas protegidas, para cumplir los objetivos para los ecosistemas y las especies al mismo tiempo, logra cumplir ambos objetivos con menos recursos y menos superficie. La planificación simultánea es más eficiente, debido a que el proceso de selección de estas áreas evita el reportorio de unidades redundantes. La aplicación de los objetivos basados solo en los ecosistemas, es probable que signifique futuras áreas protegidas no óptimas para cumplir con el compromiso de protección de especies en peligro, esto podría resultar en perder casi 5 mil millones de dólares destinados a la conservación.

## Hacia una visión integrada de la gestión de la biodiversidad
En los últimos años se ha sugerido incluir algunos elementos en la planificación sistemática para la conservación de la biodiversidad. La planificación debe asegurar que los valores naturales y culturales se mantengan en el espacio y en el tiempo. La conservación de la diversidad biológica debe centrarse, no solo en los patrones, sino en los procesos ecológicos. La carencia de datos taxonómicos y de distribución sobre la gran mayoría de las especies que habitan cualquier región, dificulta elegir los lugares capaces de representar la biodiversidad de un territorio. Puede decirse que nuestra falta de información sobre la distribución geográfica de los organismos, sus interacciones y su papel en los procesos ecológicos, es nuestro mayor obstáculo para desarrollar estrategias de conservación de la diversidad biológica fiables. En todo caso, los procedimientos a menudo arbitrarios y subjetivos de selección de los espacios a proteger deben sustituirse por los métodos científicamente contrastados actualmente disponibles, buscando incorporar así mismo los valores económicos y ecológicos que las especies y los sistemas naturales proporcionan.
Es probable que muchas áreas de conservación no alcancen un tamaño suficiente como para ser consideradas libres del peligro de extinción de especies, o bien que no se den interferencias en los procesos ecológicos y evolutivos. Resulta por lo tanto prioritario y urgente, el desarrollo e implementación de redes de territorios interconectados que permitan cumplir con los objetivos y metas de conservación, y que consideren en su diseño y planificación, las diferentes escalas espaciales y temporales. Tales redes pueden denominarse áreas funcionales para la conservación, el reto es establecer estas áreas de gestión y dotarlas con los mecanismos institucionales necesarios para su implementación.
Por otro lado, la gestión efectiva de la biodiversidad requiere un flujo de información constante que permita evaluar la efectividad del manejo y el cumplimiento de las metas de conservación. Esto implica el ajuste de metas, objetivos, estrategias y acciones implementadas con una visión adaptativa, las acciones de manejo que pueden ser apropiadas en un momento dado, pueden no serlo en otro periodo.
Un programa de monitoreo es clave en la retroalimentación, el aprendizaje, la mejora y la adaptación de las estrategias de conservación implementadas. El monitoreo del impacto de las acciones de conservación sobre los procesos ecológicos que mantienen la diversidad biológica en los espacios protegidos, sigue siendo uno de los retos más importantes.
Ante un mundo cambiante (y para aprender y adaptarse a nuevos escenarios que traen los paradigmas actuales del desarrollo económico, político y social), las áreas funcionales para la conservación requieren de conocimiento y de enfoques de manejo adaptativos. Esto implica aprender de las experiencias exitosas y poco exitosas, reconocer la incertidumbre en el proceso del manejo y aceptar e incorporar cambios inesperados en el contexto dentro del cual se aplica el manejo. 
En este contexto, es indispensable que los diversos usuarios aprovechen la investigación generada para la toma de decisiones y así, orienten la formulación de políticas públicas nacionales. La experiencia muestra que esto ha sido difícil; por lo general, los resultados de la investigación científica y del monitoreo han influido mínimamente en el diseño e implementación de estrategias de conservación. En consecuencia, es necesario desarrollar e institucionalizar modelos de gestión del conocimiento que permitan al personal de las instituciones encargadas de la gestión de la biodiversidad, la generación y difusión del conocimiento como medio para mejorar el proceso de toma de decisiones.